# Гинеколошко-акушерска клиника Народни фронт
Гинеколошко-акушерска клиника „Народни фронт“ је клиника у општини Савски венац у Београду. Клиника пружа лекарске и специјалистичке услуге женама и новорођенчадима, лечење, хоспитализацију, помоћ и савете као и спровођење школске праксе и специјализације. Састоји се од 25 одељења (акушерство, анестезија, реанимација, интензивна нега, хирургија, поликлиника, породилиште). Градња клинике је почела 1953,  а са радом је почела 1. марта 1955. године.